# Ghost Reveries
Ghost Reveries is het achtste studioalbum van de Zweedse metalband Opeth, uitgebracht op 29 augustus 2005. 

## Inleiding
Åkerfeldt schreef gedurende 2004 de teksten voor dit album en werkte met de overige bandladen aan de muziek. Hij, gematigd liefhebber van satanisme, had in eerste instantie een conceptalbum in gedachte over een man die zijn moeder vermoordt. Echter toen Isolation Years ontstond vond hij dat het thema los moest laten, want “het was een goed nummer”.
Normaliter werkte de band in de studio verder aan de nummers, maar dit album betekende een ommekeer. De nummers waren klaar en na enig repeteren kon de band de geluidsstudio in. Ze hadden de keus tussen de nationale Fascination Street Studio in Örebro of de internationale Sonic Ranch in Tornillo (Texas). De keus viel voor de studio dichtbij, Örebro. De band moest ook een andere keus maken. Hun platenlabel Music for Nations hield er in 2005 mee op. Ze kozen uit het aanbod voor een contract bij Roadrunner Records, Roadrunner stond bekend om de uitgifte van meer mainstream metal en dat zagen sommige fans niet zitten. Åkerfeldt reageerde verontwaardigd met te stellen dat sommige fans kennelijk na vijftien jaar en acht album nog weinig vertrouwen hadden in de band.
Opeth kwam met een album dat een mengeling laat horen van progressieve metal en progressieve rock, zoals ook op eerdere albums te horen was. Ook de grunts ontbreken niet op Ghost Reveries.

## Musici
- Mikael Åkerfeldt - zang, slaggitaar, leadgitaar, akoestische gitaar, mellotron (samples)
- Peter Lindgren - leadgitaar
- Martin Mendez - basgitaar
- Per Wiberg - hammondorgel, mellotron, piano, moog
- Martin Lopez - drums, percussie

Keyboardspeler Per Wiberg maakt op dit album zijn debuut als vast lid. Hiervoor speelde hij wel mee tijdens concerten. Het is het laatste album waarop drummer Martin Lopez en gitarist Peter Lindgren meespeelden.

## Muziek
Alle nummers, behalve Soldier of Fortune, zijn geschreven door Mikael Åkerfeldt (teksten) en Opeth (muziek).

| Nr. | Titel                                                   | Duur  |
| --- | ------------------------------------------------------- | ----- |
| 1.  | Ghost of Perdition                                      | 10:29 |
| 2.  | The Baying of the Hounds                                | 10:41 |
| 3.  | Beneath the Mire                                        | 7:57  |
| 4.  | Atonement                                               | 6:28  |
| 5.  | Reverie/Harlequin Forest                                | 11:39 |
| 6.  | Hours of Wealth                                         | 5:20  |
| 7.  | The Grand Conjuration                                   | 10:21 |
| 8.  | Isolation Years                                         | 3:51  |
| 9.  | Soldier of Fortune (Ritchie Blackmore, David Coverdale) |       |
| 10. | Naamloos                                                | 3:28  |

### Nummers
Ghost of Perdition werd gebruik in het videospellen Saints Row 2 en Rock Band 3. Verder was het later ook in Sleeping Dogs en Final Fight: Streetwise het horen.
The Baying of the Houmds is deels geïnspireerd op het nummer Diana van First Utterance van Comus.
The grand conjuration werd als single uitgebracht, inclusief een videoclip. Vanwege de lengte van dit lied is het voor de videoclip flink ingekort. Lopez komt er niet in voor vanwege ziekte. Hij werd vervangen door Gene Hoglan.
Soldier of Fortune is een cover van het gelijknamige nummer van Deep Purple) van het album Stormbringer, geschreven door gitarist Ritchie Blakcmore en zanger David Coverdale. Het werd live in de studio opgenomen met (alweer) een nieuwe drummer Martin Axenrot.

## Uitgave
Zowel in Europa als de Verenigde Staten werd het album uitgebracht in augustus 2005. Een jaar later kwam een speciale editie uit met een CD en DVD. Die CD kreeg de bonustrack Soldier of Fortune mee. De DVD had een Dolby 5.1 surround sound mix (behalve voor Soldier of Fortune); een veertig minuten durende documentaire over het maken van het album etc. en de video van The Grand Conjuration.  

## Platenhoes
De band moest ook op zoek naar een geschikte platenhoes, even donker (lees kwaadaardig) als tekst en muziek. Ze konden niet vinden wat ze wilden, ook niet in de Koninklijke Bibliotheek in Stockholm. Oude kennis Travis Smith wist er echter wél raad mee; hij had wel geschikte foto’s. de hoes werd brandende kaarsen met op de achtergrond een kerkraam, volgens Åkerfeldt de meest gotische hoes van Opeth.

## Nasleep
Het album werd bijzonder goed ontvangen binnen de niche van de progmetal en belandde bij een aantal recensiebladen (binnen die niche) binnen de top 10 binnen de jaaroverzichten. Christopher Cusack van Progwereld zag zowel stilstand als vooruitgang. Hij vond dat er hier en daar gekopieerd werd uit eigen repertoire, maar zag toch ook ontwikkeling hetgeen resulteerde in Opeth beste album tot dan toe. Wouter Bessels omschreef naar aanleiding van een langspeelplaatuitgifte in 2018 Ghosts Reveries echter als doorbraak van de band met symfonische elementen (hammondorgel en mellotronsamples. Door het album over vier plaatkanten te spreiden werd alle eer aan muziek en teksten gedaan.
In de Billboard 200 stond het twee weken met plaats 64 als piek. In de Britse albumlijst stond het één week genoteerd en wel op plaats 62. Ook op het Europese vaste land wist het dikwijls de albumlijsten te halen met hier en daar hogere noteringen en langere tijdsduur. Voor Nederland gold vijf weken met een piek op 38 (België geen notering, noch de Vlaamse noch de Waalse). In thuisland Zweden wist het in vier weken plaats 9 te halen.  